# میگدال هائمک
میگدال هائمک (به لاتین: Migdal HaEmek؛ عبری: מִגְדַּל הָעֶמֶק) شهری در استان شمال اسرائیل است. در سال ۲۰۱۶ جمعیت این شهر ۲۵٬۰۸۴ نفر بود.